# Allium anceps
Allium anceps — вид трав'янистих рослин родини амарилісові (Amaryllidaceae), ендемік заходу США.

## Опис
Цибулин 1–5, яйцюваті, 1.5–2 × 1.2–2 см; зовнішні оболонки містять 1 або більше цибулин, коричневі до жовто-коричневих, перетинчасті; внутрішні оболонки білі. Листки висихають від кінчика в період цвітіння, 2, 7–26 см × 4–6 мм, краї цілі. Стеблина поодинока, пряма, міцна,  сплющена, вузькокрила, 10–15 см × 1–3 мм. Зонтик стійкий, прямостійний, ± компактний, 15–35-квітковий, півсферичний, цибулинки невідомі. Квіти зірчасті, 8–12 мм; листочки оцвітини розлогі, світло-рожеві з дифузно-зеленуватими серединними жилками, лінійно-ланцетні, ± рівні, краї цілі, верхівка гостра. Пиляки жовті; пилок жовтий. Насіннєвий покрив тьмяний. 2n = 14.
Квітне у квітні — травні.

## Поширення
Поширений у штатах Каліфорнія, Айдахо, Невада, Орегон (США).
Населяє важкі, як правило, неродючі, глинисті ґрунти; 1200–1600 м.